# Scott Hutchison
Scott Hutchison (Selkirk, 20 november 1981 – South Queensferry, 10 mei 2018) was een Schotse singer-songwriter en gitarist. Hij is vooral gekend als frontman van de groep Frightened Rabbit, maar daarnaast was hij ook actief in de groep The Fruit Tree Foundation. Hij trad ook op als soloartiest gekend onder de naam Owl John.
Op 9 mei 2018 verdween hij plotseling en werd een dag later dood aangetroffen op de oever van de Firth of Forth, nabij South Queensferry in Schotland. Hutchison kampte met psychische problemen en door zijn familie is later bevestigd dat zijn overlijden zelfmoord was.

## Discografie
Hier een opsomming van de muziek dat werd gemaakt door Scott Hutchison, opgedeeld in de verschillende groepen waarin hij speelde.

### Frightened Rabbit
- Sing the Greys (2006)
- The Midnight Organ Fight (2008)
- the Winter of Mixed Drinks (2010)
- Pedestrian Verse (2013)
- Painting of a Panic Attack (2016)

### Mastersystem
- Dance Music (2018)

### Owl John
- Owl John (2014)

### The Fruit Tree Foundation
- First Edition (2011)